# 162 Laurentia
A 162 Laurentia a Naprendszer kisbolygóövében található aszteroida. Henry, Prosper fedezte fel 1876. április 21-én.